# Michael Kühntopf

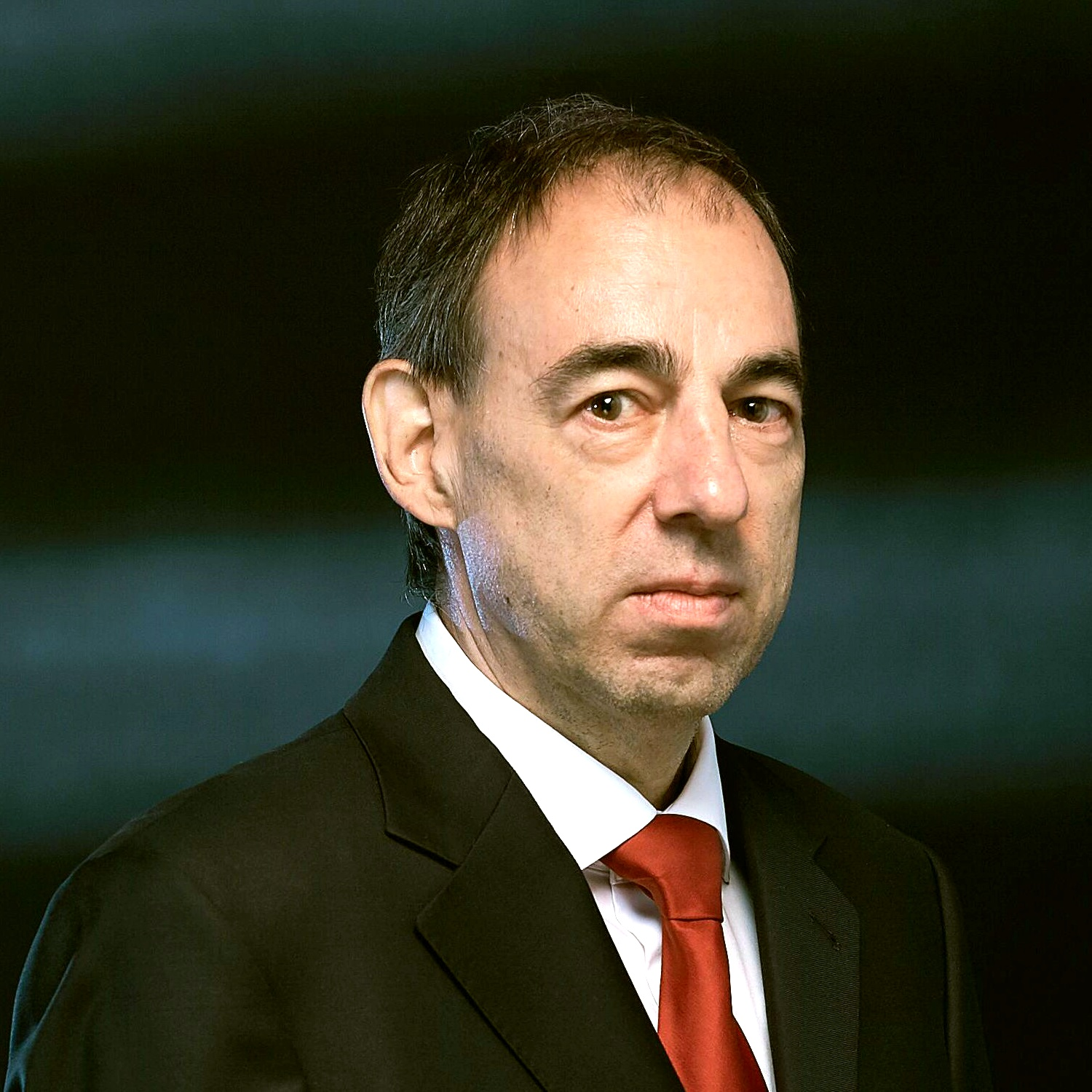
Michael Kühntopf (2017)

Michael Johannes Kühntopf (geboren am 11. August 1957 in Düsseldorf; Name 1987–2006: Michael Johannes Kühntopf-Gentz) ist ein deutsch-schweizerischer Publizist und Autor mit dem Schwerpunkt Judentum. Nach seiner Übersiedlung in die Schweiz (2005) veröffentlichte er auch einige Jahre zu Schweiz-Themen, vor allem zu Kultur und Sprache. 

## Leben
Michael Kühntopf wuchs in Düsseldorf und Hilden auf. Sein Vater (1935–1993) war ein Kriegsflüchtling aus Meseritz. Seine Mutter (1933–2009) stammte aus Thüringen. Ab 1973 absolvierte er nach der Mittleren Reife in Düsseldorf eine Ausbildung zum Verwaltungsangestellten beim Statistischen Landesamt. Nach dem Besuch der Fachoberschule für Wirtschaft und dem Militärdienst als Zeitsoldat (1976–1978) besuchte Kühntopf von 1979 bis 1982 das Abendgymnasium und erwarb die allgemeine Hochschulreife. Von 1983 bis 1987 studierte Kühntopf an der Eberhard Karls Universität Tübingen und in Jerusalem Religionswissenschaft, Philosophie und katholische Theologie mit Abschluss Magister artium und wurde 1991 in Tübingen mit einer Biografie des jüdischen Schriftstellers und Früh-Zionisten Nathan Birnbaum bei Michael Brocke und Günter Kehrer promoviert.
Er lebt mit seiner Familie und wirkt in Brügg, Kanton Bern, in der Schweizer Region Seeland (Stand 2025).

## Tätigkeiten
Kühntopf arbeitete nach Abschluss von Studium und Promotion zunächst als Vertriebsbeauftragter eines Fernmeldeamtes, sodann für die Generaldirektion der Deutschen Telekom. Von 1992 bis 2004 war er als strategischer Planer und Berater bei einer Werbeagentur beschäftigt. Außerdem war er in Düsseldorf als Inhaber einer Fotomodellagentur sowie als Galerist und Immobilienmakler tätig. Seit 2005 ist Kühntopf in der Schweiz als freier Schriftsteller, Publizist und Berater tätig; seit 2011 ist er Mitglied der Schriftstellervereinigung Autorinnen und Autoren der Schweiz (AdS).
Zwischen November 1996 und Juni 1998 führte Kühntopf als Interviewer für die Shoah Foundation 15 dokumentierte Gespräche mit überlebenden Opfern der NS-Diktatur in Deutschland – mit jüdischen Überlebenden des Holocaust, überlebenden Zeugen Jehovas und Überlebenden politischer Verfolgung –, darunter Ilse Arndt, Kenda und Jacob Bar-Gera sowie Rolf Kralovitz.
Kühntopf betreibt seit März 2011 das Jewiki, eine Onlineenzyklopädie mit dem Schwerpunkt Judentum, deren Artikel größtenteils aus der Wikipedia übernommen wurden. Im September 2017 rief Kühntopf auf der Hauptseite des Jewiki dazu auf, bei der Bundestagswahl die Alternative für Deutschland (AfD) zu wählen, und über seine Facebook-Seite teilte Kühntopf Slogans und Verschwörungstheorien von rechten Wutbürgern und Rechtsextremen.

## Veröffentlichungen (Auswahl)
Abgesehen von den hier verzeichneten Publikationen veröffentlichte Kühntopf weitere Bücher als Book-on-Demand.

### Wissenschaftliche Veröffentlichungen
- Der im Judentum ignorierte Gott: Theodor Lessings religiöse Philosophie. In: ZRGG 41 (1989), 2, S. 134–145 (= gekürzte Fassung der Magisterarbeit des Verfassers, JSTOR:23893758).
- Nathan Birnbaum. Biographie. Hochschulschrift, Universität Tübingen, Tübingen 1990 (Dissertation).
- „Israel geht vor Zion“. Nathan Birnbaum und die Palästinafrage. In: ZRGG 44 (1992), 2, S. 118–139 (JSTOR:23893141).
- Nathan Birnbaums Einstellung(en) zum jüdischen Staat bzw. zum Staat der Juden – oder: Welche Farbe hat denn nun eigentlich ein Chamäleon? In: Samuel Salzborn (Hrsg.): Zionismus. Theorien des jüdischen Staates. Nomos-Verlagsgesellschaft, Baden-Baden 2015, S. 93–116, ISBN 978-3-8487-1699-9.

### Sonstiges
- Schweiz-Lexikon. Sach- und Sprachlexikon zur Schweiz. 4. Auflage. BoD, Norderstedt 2008, ISBN 978-3-8334-8649-4.[17]
- Alltag in der Schweiz. Leben und Arbeiten in der Eidgenossenschaft. Ein praktischer Ratgeber für alle Neuankömmlinge. Conbook Medien, Meerbusch 2010, ISBN 978-3-934918-52-8.[18][19]